# Lilli Carati
Ileana Caravati, más conocida por su nombre artístico Lilli Carati (Varese, Lombardía, 23 de septiembre de 1956 − ibídem, 21 de octubre de 2014), fue una actriz italiana, estrella de numerosas películas (inclusive eróticas y pornográficas) italianas en las décadas de 1970 y 1980.

## Filmografía
- 1975: Di che segno sei, de Sergio Corbucci.
- 1976: La professoressa di scienze naturali, de Michele Massimo Tarantini.
- 1977: Squadra antifurto, de Bruno Corbucci.
- 1977: La compagna di banco, de Mariano Laurenti.
- 1977: Candido erotico, de Claudio De Molinis.
- 1977: L'avvocato della mala, de Alberto Marras.
- 1977: Poliziotto sprint, de Stelvio Massi.
- 1978: Avere vent'anni, de Fernando Di Leo.
- 1978: La fine del mondo nel nostro solito letto in una notte piena di pioggia, de Lina Wertmüller.
- 1978: Le evase - Storie di sesso e di violenze, de Giovanni Brusadori.
- 1979: Il corpo della ragassa, de Pasquale Festa Campanile.
- 1980: C'è un fantasma nel mio letto, de Claudio De Molinis.
- 1980: Avvolti sulla città, de Gianni Siragusa.
- 1980: Qua la mano, de Pasquale Festa Campanile.
- 1980: Senza buccia, de Marcello Aliprandi.
- 1981: Il marito in vacanza, de Alessandro Lucidi y Maurizio Lucidi.
- 1981: Habibi, amor mío, de Luis Gómez Valdivieso.
- 1984: Il momento magico, de Luciano Odorisio.
- 1984: L'alcova, de Joe D'Amato.
- 1985: Il piacere, de Joe D'Amato.
- 1986: Voglia di guardare, de Joe D'Amato.
- 1986: Lussuria, de Joe D'Amato.